# Chérancé, Mayenne
Chérancé là một xã thuộc tỉnh Mayenne trong vùng Pays de la Loire tây bắc nước Pháp. Xã này nằm ở khu vực có độ cao trung bình 54 mét trên mực nước biển.
Sông Oudon tạo thành ranh giới tây nam của xã.